# Wayne Escoffery
Wayne Escoffery (Londen, 23 februari 1975) is een Amerikaanse jazzsaxofonist (tenor).

## Biografie
Escoffery emigreerde met zijn moeder naar de Verenigde Staten en verhuisde in 1986 naar New Haven. Op 11-jarige leeftijd zong hij in het New Haven Trinity Boys Choir en nam hij saxofoononderricht bij Malcolm Dickinson. Op 16-jarige leeftijd verliet hij het koor om zich te concentreren op het saxofoonspel en studeerde hij vervolgens bij Jazzmobile in New York, de Neighborhood Music School in New Haven en in het Educational Center for the Arts in New Haven.
Tijdens een studie in het Artists Collective in Hartford ontmoette hij Jackie McLean, die het jazzprogramma van de Hartt School leidde. Gesteund door een studiebeurs van de Hartt School, studeerde Escoffery van 1993 tot 1997 bij McLean en verwierf hij in 1997 de bachelor in Jazz Performance. Van 1997 tot 1999 vervolgde hij zijn studie aan het Thelonious Monk Institute of Jazz Performance aan het New England Conservatory in Boston. Tijdens deze periode ging hij op tournee met Herbie Hancock. In 1999 verwierf hij de master en verhuisde hij naar New York om daar te werken als professioneel muzikant.
Sinds 2000 werkte hij in New York onder andere met Carl Allen, Eric Reed, de Mingus Dynasty en de Mingus Big Band (Tonight at Noon), Ralph Peterson, Ben Riley, Ron Carter, Rufus Reid, Bill Charlap, Bruce Barth, Jimmy Cobb en Eddie Henderson, maar ook met de zangeressen Mary Stallings, Cynthia Scott, Nancie Banks, LaVerne Butler en Carolyn Leonhart.
Sinds begin 2000 werkte Escoffery met een eigen formatie. Daarnaast treedt hij op met Ben Riley's Monk Legacy Septet, in de Mingus Big Band, in Abdullah Ibrahims Band Akaya, in de begeleidingsband van Carolyn Leonhart en bij Jazz at Lincoln Center. Hij speelt bovendien in het kwintet van Tom Harrell en in de band van de trombonist David Gibson (Maya, 2001).

## Privéleven
Sinds 2004 is Escoffery getrouwd met Carolyn Leonhart.

## Discografie
- 2001: Times Change (Nagel-Heyer Records) met Aaron Goldberg, Joel Forbes, Carl Allen
- 2004: Intuition (Nagel-Heyer Records)
- 2008: Hopes and Dreams (Savant Records) met Joe Locke, Hans Glawischnig, Lewis Nash, Jonathan Blake, Tom Harrell
- 2010: Carolyn Leonhart + Wayne Escoffery: Tides of Yesterday (Savant Records)
- 2011: Uptown (Posi-Tone Records)
- 2012: The Only Son of One (Sunnyside Records)
- 2015: Live At Smalls
- 2016: Black Art Jazz Collective: Presented by the Side Door Jazz Club (Sunnyside Records), met Jeremy Pelt, Xavier Davis, James Burton III, Vicente Archer, Jonathan Blake

- Bibliothèque nationale de France: cb16905435h (data)
- Gemeinsame Normdatei: 135268125
- International Standard Name Identifier: 0000 0000 5553 5943
- Library of Congress Control Number: n2006022629
- MusicBrainz: 5aef2490-bb73-49e0-b91f-3499ca6b5323
- Nationale Bibliotheek van Tsjechië: osa2012690809
- Système universitaire de documentation: 18036653X
- Virtual International Authority File: 63431406
- WorldCat: E39PBJkdrmhj3WfmPdM48Kf6rq